# Gråknytling/luddknytling
Gråknytling/luddknytling (Herniaria hirsuta) är en nejlikväxtart som beskrevs av Carl von Linné. Enligt Catalogue of Life ingår Gråknytling/luddknytling i släktet knytlingar och familjen nejlikväxter, men enligt Dyntaxa är tillhörigheten istället släktet knytlingar och familjen nejlikväxter. Arten förekommer tillfälligt i Sverige, men reproducerar sig inte.

## Underarter
Arten delas in i följande underarter:
- H. h. aprutia
- H. h. hirsuta

## Bildgalleri

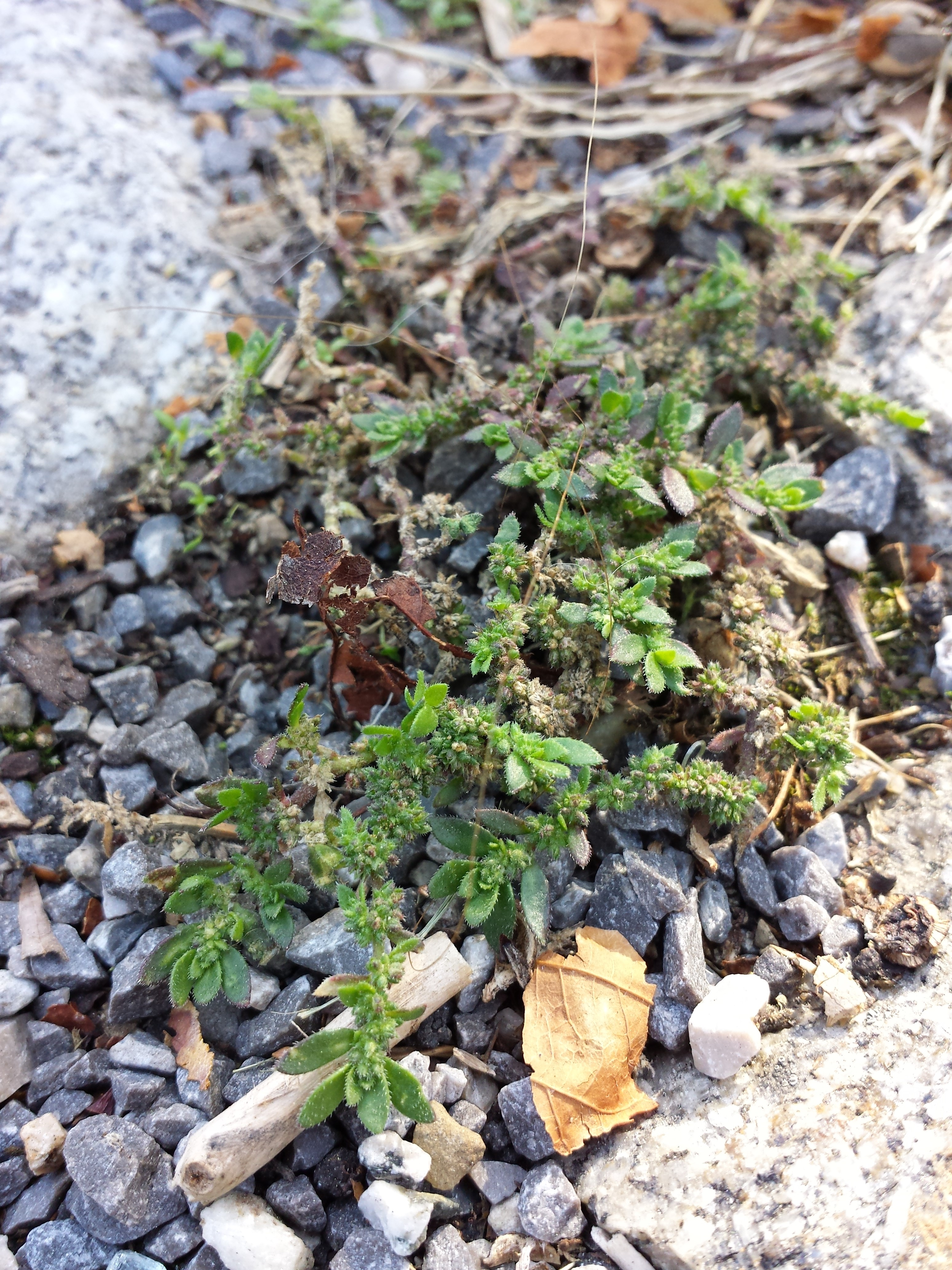
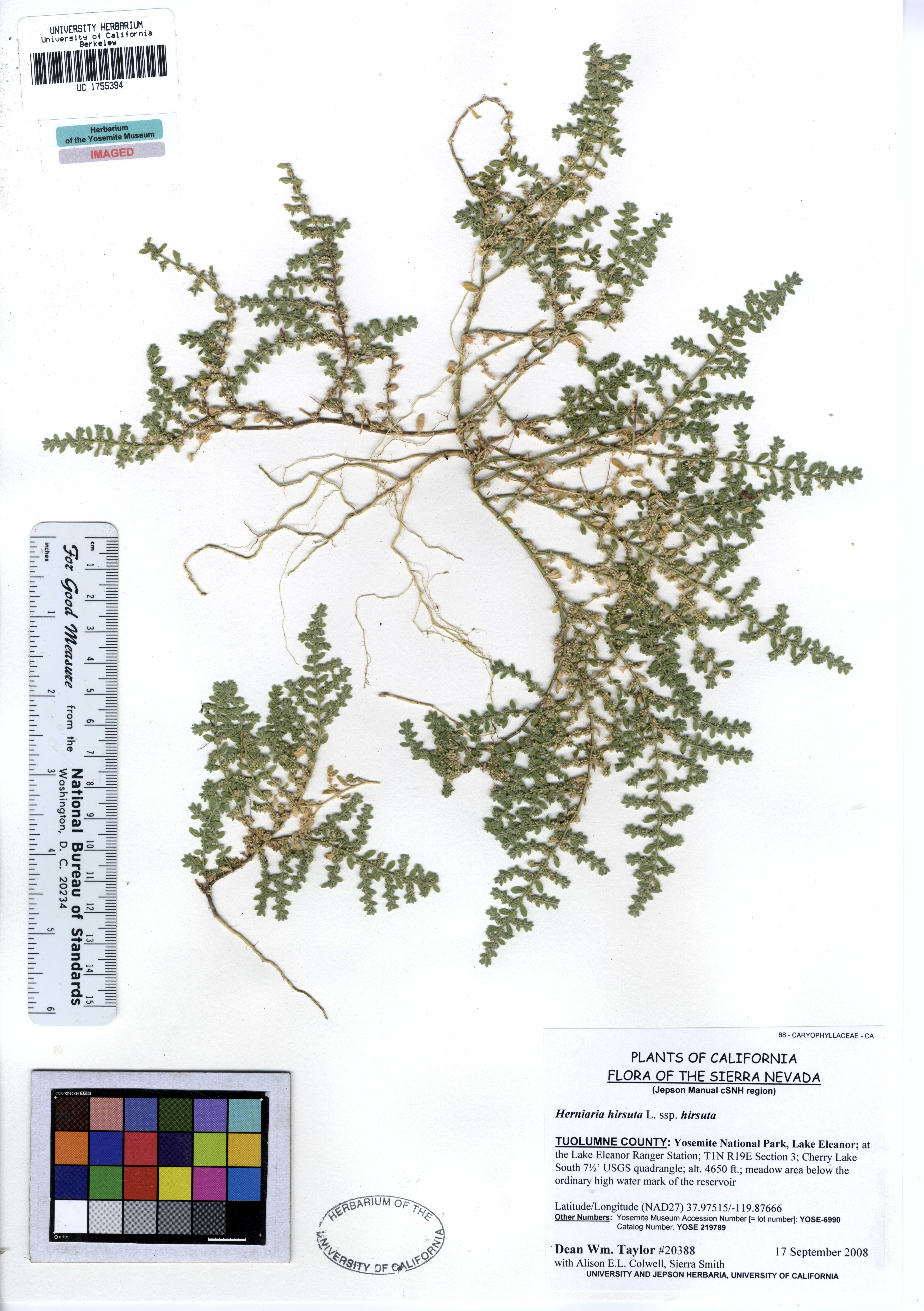
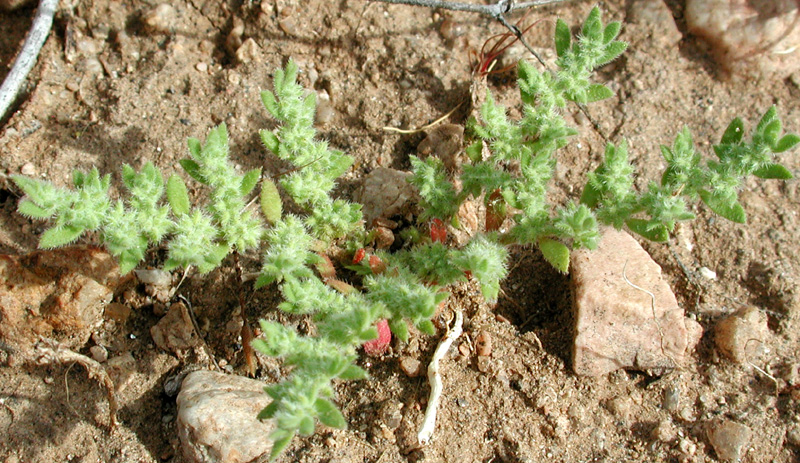
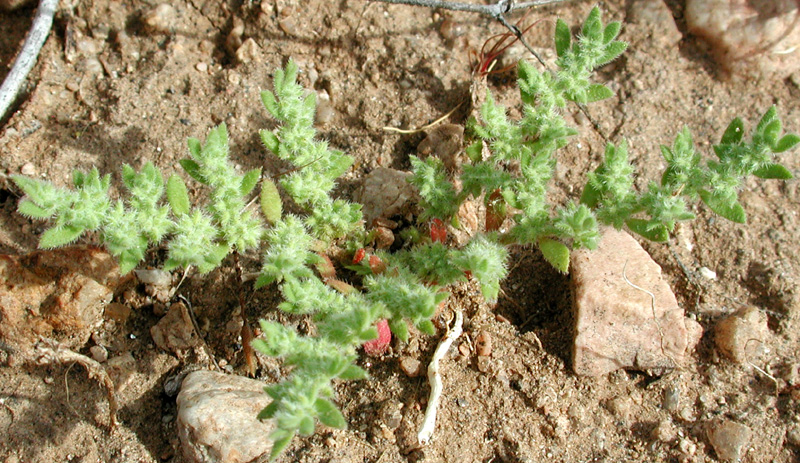
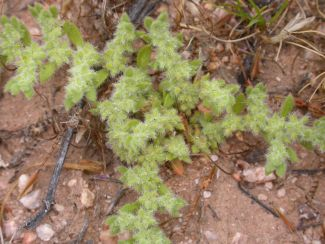